# Countryrock
Countryrock is een combinatie van countrymuziek met elementen uit de rock en popmuziek. 
Gram Parsons wordt als uitvinder van de countryrock beschouwd. Het album Sweetheart of the Rodeo uit 1968 van The Byrds, waarvan Parsons toen deel uitmaakte, betekende de doorbraak van de stijl. Bekende bands in dit genre zijn onder andere The Jayhawks, Eagles, Creedence Clearwater Revival The Flying Burrito Brothers, Poco, en The Doobie Brothers, terwijl ook Neil Young muziek in dit genre heeft gemaakt. 
Een variant op countryrock uit de jaren 70, waarbij rockinvloeden van groter belang zijn, is southern rock, met als bekendste bands Lynyrd Skynyrd en The Allman Brothers Band.
Een ander woord voor countryrock is americana.